# Storsjøen (Rendalen)
Der Storsjøen ist ein See in der Kommune Rendalen in der Provinz Innlandet in Norwegen. Der See ist 35 km lang, aber an der breitesten Stelle nur 1,7 km breit.
Im See gibt es Maränen und Saiblinge.